# Arinthia Komolafe

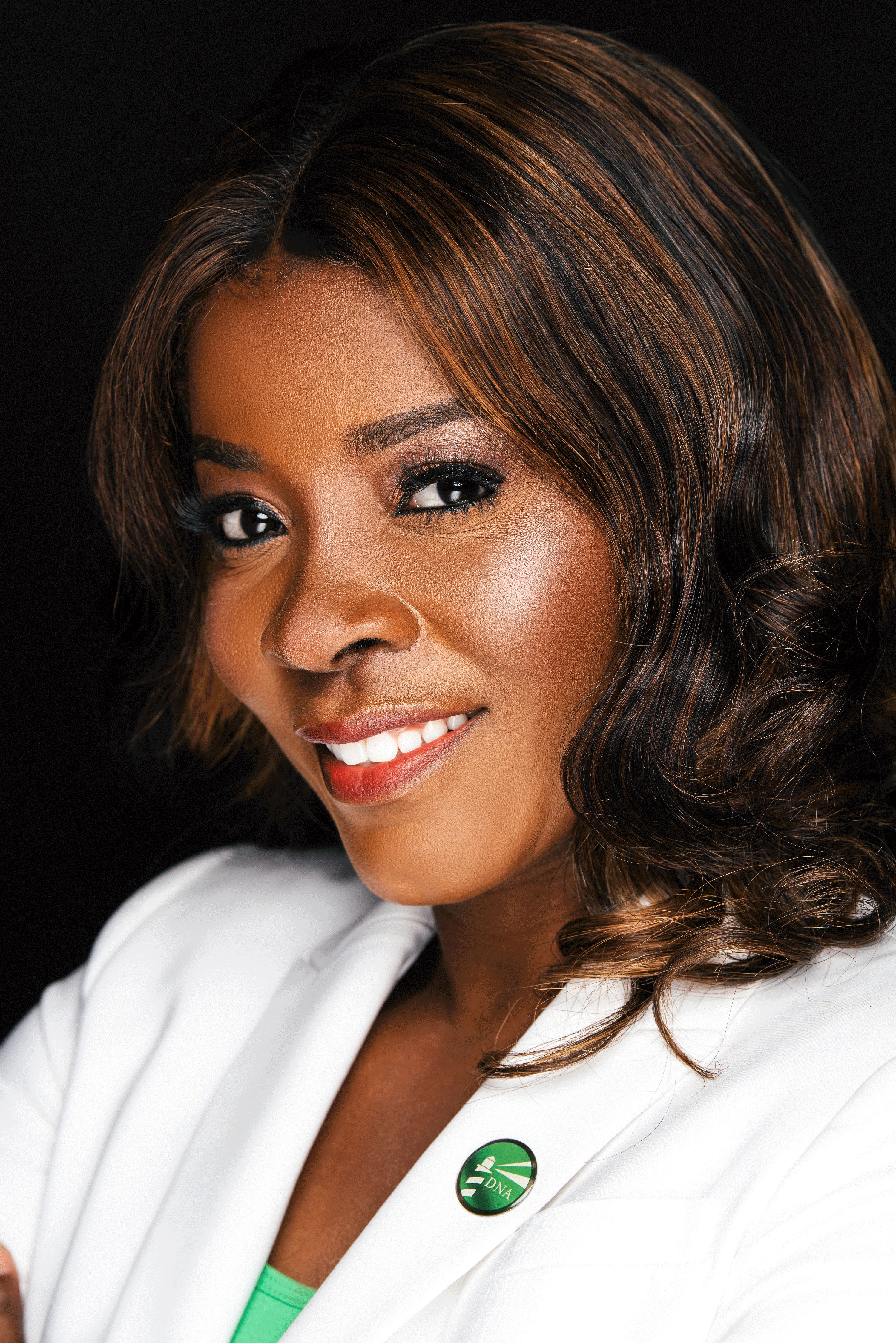
Arinthia Komolafe

Arinthia Santina Komolafe (nhũ danh Braynen, sinh ngày 30 tháng 6 năm 1980) là một chính trị gia người Bahamas, người được bầu làm Lãnh đạo Liên minh Quốc gia Dân chủ (DNA), một trong ba đảng chính trị chính ở Khối thịnh vượng chung ở Bahamas, vào ngày 24 tháng 10 năm 2017. Cô đã thành công trước Christopher Mortimer, người được chỉ định làm Lãnh đạo tạm thời của DNA vào ngày 24 tháng 10 năm 2017. Mortimer được bổ nhiệm làm Thủ lĩnh lâm thời sau thất bại của DNA trong cuộc Tổng tuyển cử ở Bahamas vào ngày 10 tháng 5 năm 2017, khi Đảng này không giành được ghế trong nghị viện trong số 39 ghế quốc hội có thể có trong Hạ viện. Người sáng lập và lãnh đạo khai mạc DNA, Branville McCartney tuyên bố ý định từ chức khỏi Đảng và chính trị tiền tuyến sau thất bại. Komolafe là người phụ nữ đầu tiên nắm giữ vị trí lãnh đạo cao nhất trong DNA và là người thứ ba ở Bahamas trong số ba đảng chính, sau Cynthia Pratt, cựu Phó lãnh đạo của Đảng Tự do Tiến bộ (PLP) và Loretta Butler-Turner, cựu Phó lãnh đạo của phong trào dân tộc tự do.

## Hôn nhân, gia đình và đức tin
Năm 2005, cô kết hôn với Emmanuel Komolafe, người mà cô gặp tại Đại học Buckingham, Anh, năm 2001. Cặp vợ chồng có ba đứa con, hai con gái và một con trai: Morgan, Alexandria và Joshua. Arinthia Komolafe là người theo đạo Thiên chúa và thờ cúng tại giáo xứ St. Mary's Anglican Church.